# Morské oko (přírodní památka)
Morské oko je přírodní památka ve správě příspěvkové organizace Správa slovenských jeskyní.
Nachází se v katastrálním území obce Tornaľa v okrese Revúca v Banskobystrickém kraji. Území bylo vyhlášeno či novelizováno v letech 1994, 2011 na rozloze x ha. Ochranné pásmo nebylo stanoveno.